# カツラノハイセイコ
カツラノハイセイコ（欧字名:Katsurano Haiseiko、1976年5月13日 - 2009年10月8日）は、日本の競走馬、種牡馬。1979年の優駿賞最優秀4歳牡馬である。
輸入種牡馬全盛の中、父内国産馬のハイセイコー初年度産駒として1979年の東京優駿（日本ダービー）、1981年の天皇賞（春）を制した。ハイセイコーがタケホープに敗れた二競走を制し、ハイセイコーの最高傑作とも称された。

## 生涯

### デビューまで
コウイチスタアは12戦1勝で競走馬を引退し、仔分けによって鮫川三千男牧場にて繁殖牝馬となった。牝系は小岩井農場の基礎輸入牝馬の1頭であるフロリースカップに遡ることができ、フロリースカップの娘のスターリングモアは1929年に鮫川三千男の祖父、由太郎が当歳で買い取って帝室御賞典を含む10勝の活躍を見せた。そのスターリングモアから、第三スターリングモア、ミタケと牝系は連なり、そのミタケにアイルランド生まれのジャヴリンが配合されたのがコウイチスタアであった。スターリングモア系からは、桜花賞と天皇賞（秋）を制したヤシマドオターや、天皇賞（春）を制したリキエイカンなどを生み出していた。
そんな牝系を背景にコウイチスタア自身も繁殖牝馬として期待されていたが、初めの4年間で不受胎や双子流産を繰り返していた。5年目の1975年、仔分けの相方のオーナーである桂晃一により「若くて元気のいい」という理由でハイセイコーが配合された。1976年5月13日、北海道浦河町の鮫川三千男牧場にて黒鹿毛の牡馬（後のカツラノハイセイコ）が誕生した。産まれた仔は、脚が長いものの腹袋が充実しておらず「バランスの悪い」体格で評価は低かった。鶴のように首を曲げる「ツル頸」になりながらもパワーは感じ取れる走法で、悍性が強かったという。
桂土地株式会社の桂晃一が用いる冠名の「カツラノ」と、父ハイセイコーから競走馬名は9文字以内の定めに則って長音符を除いた「ハイセイコ」を組み合わせて「カツラノハイセイコ」と命名された。

### 競走馬時代

#### 3歳（1978年）
栗東トレーニングセンターの庄野穂積厩舎に所属し、3歳夏に北海道の牧場から直接札幌競馬場に入った。担当となった厩務員、松尾一吉は「これといった印象もなく、ただ牝馬のあとばかりついて歩く変な馬」と振り返っている。デビューからしばらくは深管骨瘤の痛みを抱えながら、レースに出走した。
9月1日、札幌競馬場の新馬戦（ダート1000メートル）に作田誠二が騎乗してデビューしたが4着に敗れた。初勝利は、作田から福永洋一に乗り替わった4戦目の未勝利戦であった。その後条件戦2戦し、3着以内となったが勝利には至らず、3歳を終えた。

#### 4歳（1979年）
年が明けた1月7日の呉竹賞で、上がり3ハロンを35秒台で駆けて2勝目を挙げた。福永は「今の4歳でこんな凄い脚を使える馬は少ないよ。こりゃ大物だ」と振り返っていた。続くジュニアカップ（800万円以下）は先約のために福永から、その兄弟子である松本善登に乗り替わり参戦し、直線の末脚で後方との差を広げて連勝とした。これ以降、しばらく松本が騎乗を続ける。2月17日の京都競馬場のオープン競走では、中団から抜け出して福永が騎乗するレッドルーラーを問題にせず、3連勝となった。庄野はこの時期の3連勝についてカツラノハイセイコの能力を評価し、末脚について父ハイセイコー以上のものを持っているとしていた。

##### 皐月賞
3月25日の皐月賞トライアル、スプリングステークスに参戦するために、3月3日に東上して美浦トレーニングセンターで調整を行った。スプリングステークスでは、朝日杯3歳ステークスを制したビンゴガルーや、弥生賞を制したリキアイオーなどが出走したが、それを上回る評価を得て1番人気に推された。逃げるリキアイオーに対して、後方に位置。追い込んだものの、リキアイオーにクビ差届かず2着に敗れた。続いて4月15日の皐月賞に向けて美浦トレーニングセンターで調整されていたが、4月になってから熱発を催し、食事量が減少するなど体調が悪化した。庄野は皐月賞回避を検討したが、何とか出走できる状態に持ち直した。馬体重をスプリングステークスよりも減らしての出走となり、5番人気という評価であった。松本も「スプリングステークスを10とすれば3か4の出来」という状態での出走であった。スタートから後方に位置し、直線に入ってから追い上げて2着となった。勝利したビンゴガルーに4分の3馬身遅れた敗戦であった。松本は状態が良ければ東京優駿制覇は可能と展望していた。

#### 東京優駿
東京優駿（日本ダービー）が行われる東京競馬場のコースに慣らすために、5月6日のトライアル競走であるNHK杯に出走。メジロエスパーダに次ぐ2番人気となり、最後の直線入り口で先頭に立ったが、テルテンリュウやサエキヒーローに交わされた3着に敗れた。そして5月27日の日本ダービーに出走した。父ハイセイコーがタケホープに敗れた舞台に挑む息子に、勝利を望むファン心理も手伝い、前走、前々走で敗れたはずのビンゴガルーやテルテンリュウを上回る1番人気の支持を集めた。
スタートから有利とされる「ダービー・ポジション」の10番手につけ、周辺にテルテンリュウとビンゴガルーが位置した。第3コーナーから動き出し、最終コーナーで3番手まで押し上げ、馬場の最も内側を走った。残り300メートルで外から追い上げるテルテンリュウがぶつかりながら競り合ってきたが、残り100メートルでテルテンリュウを競り落とした。テルテンリュウの追い上げの際に不利を受けて一時停滞したリンドプルバンが盛り返して、カツラノハイセイコと並んだところが決勝線通過であった。
写真判定には時間がかかったが、ハナ差でカツラノハイセイコの先着が認められた。着順掲示板にカツラノハイセイコの「7」が表示されて、勝利が確定すると松本は右手を上げ、約12万人の歓声と拍手を呼んだ。松本は、騎手デビュー25年目でクラシック初勝利となった。走破タイム2分27秒3は、1974年にコーネルランサーが記録したダービーレコードを0秒1更新した。父ハイセイコーは、内国産馬であり、父内国産馬が東京優駿を制したのは1959年のコマツヒカリ（父:トサミドリ）以来20年振りのことであった。また、この時競り合いの末に下したリンドプルバンの鞍上はかつてダービーで父を破ったタケホープの鞍上嶋田功であった。
その後、肺炎や馬房で暴れたことによる鼻骨骨折などで満足に調教できなかった。秋の始動戦は、京都新聞杯だったものの10着に敗れて、菊花賞の出走を断念した。

#### 5 - 6歳（1980 - 81年）
松本が肺がんに倒れて河内洋に乗り替わり、9月7日の復帰戦となるサファイヤステークスは、8頭中6番人気の支持ながら2着。続く京都大賞典では3着に入った。
続いて天皇賞（秋）を目指して東上し、前哨戦の目黒記念（秋）で日本ダービー以来の勝利を挙げて、1番人気の支持で天皇賞（秋）に参戦。プリテイキャストの大逃げに次ぐ2番手で進んだが、伸びを欠いて6着敗退、大逃げのプリテイキャストがそのまま逃げ切り勝利を果たした。（レースの詳細は、第82回天皇賞を参照。）ファン投票1位で臨んだ12月21日の有馬記念では、調教の内容が悪かったため3番人気に甘んじた。直線で先頭に立ったが、残り100メートルで斜行してしまいホウヨウボーイにハナ差かわされて2着に敗れた。
年をまたいで6歳は、3月8日のマイラーズカップで始動し、3番人気ながら勝利。続いて、サンケイ大阪杯は不良馬場に負けて6着に敗れた。
続いて、4月29日の天皇賞（春）に出走。食欲がなくなり馬体重が減少し、直前の調教の内容が悪かったために体調不安説がささやかれていた。しかし、ホウヨウボーイやモンテプリンスなどが回避したため、2番人気に押し上げられた。中団から最終コーナーで抜け出し、外からカツアールが追い上げてきた。後方との差を広げて2頭での争いとなり、馬体を接触しながら競り合い、カツアールをクビ差退けて先頭で入線した。父内国産馬の天皇賞優勝は、1965年春のアサホコ（父:ヒカルメイジ（青森県産）以来16年ぶりであり、日本ダービー優勝馬の天皇賞制覇は、ミハルオー、ハクチカラ、シンザン、タケホープに次いで5頭目のことであった。庄野は「もうこんな凄い馬に巡り合うことはないでしょうね」と言い涙を流した。
6月7日、宝塚記念はファン投票1位に選出されて出走し、後方からカツアールを目指して追い込んだが1馬身4分の1届かず、2着に敗れた。
秋はその年に創設されたジャパンカップ、有馬記念を走り引退する予定であったが、目前の9月に深管骨瘤が悪化して引退を決意。第1回ジャパンカップ当日の11月22日、京都競馬場にて河内が騎乗し、日本ダービー優勝時のゼッケン「7」を着用し引退式が行われた。約1か月後の12月14日、日本ダービーなど4歳時の主戦だった松本が48歳で死去した。

### 種牡馬時代
引退後は種牡馬試験に合格し、日本中央競馬会に種牡馬として1億2000万円で買い取られた。青森県上北郡七戸町の日本軽種馬協会七戸種馬場に繋養された。見学に訪れた北里大学の学生100人の前でも種付けを淡々とこなし、芦毛の牝馬には段違いに興奮して種付けを行っていた。
繁殖牝馬の質が低く、順風満帆で恵まれた環境ではなかったが奮闘し、テツノセンゴクオー・カネユタカオーなど複数の地方活躍馬を送り出した。中央ではユウミロクがオークスでメジロラモーヌの2着に入り、古馬時代にはカブトヤマ記念も制覇。ユウミロクは母としての活躍の方が目立っており、ユウセンショウ・ゴーカイ・ユウフヨウホウという重賞勝ち馬三兄弟を送り出した。2000年にJRAが実施した20世紀の名馬大投票では62位に選ばれた。種牡馬引退後は栃木県那須塩原市のJBBA那須種馬場で余生を過ごしていたが、2009年10月8日に老衰のため死亡した。同時期に那須で死亡したルションとともに合同の慰霊祭が行われた。

## 競走成績
以下の内容は、netkeiba.comの情報に基づく。
| 競走日     | 競馬場 | 競走名         | 格  | 距離（馬場）  | 頭 数 | 枠 番 | 馬 番 | オッズ （人気） | 着順 | タイム  | 騎手      | 斤量 [kg] | 1着馬（2着馬）         |
| ---------- | ------ | -------------- | --- | ------------- | ----- | ----- | ----- | --------------- | ---- | ------- | --------- | --------- | ---------------------- |
| 1978.09.01 | 札幌   | 3歳新馬        |     | ダ1000m（良） | 9     | 5     | 5     | 016.00（6人）   | 04着 | 01:03.5 | 0作田誠二 | 52        | パンナムシロー         |
| 0000.09.10 | 札幌   | 3歳未勝利      |     | ダ1000m（不） | 11    | 8     | 11    | 027.60（8人）   | 05着 | 01:01.3 | 0作田誠二 | 52        | チェリータイガー       |
| 0000.10.14 | 京都   | 3歳未勝利      |     | ダ1200m（良） | 10    | 3     | 3     | 011.60（4人）   | 02着 | 01:15.2 | 0作田誠二 | 52        | シュウザンアロー       |
| 0000.11.11 | 京都   | 3歳未勝利      |     | ダ1200m（良） | 14    | 2     | 2     | 001.90（1人）   | 01着 | 01:14.7 | 0福永洋一 | 53        | （シルクタイテー）     |
| 0000.12.02 | 阪神   | かえで賞       | 4下 | 芝1600m（重） | 7     | 4     | 4     | 009.30（4人）   | 02着 | 01:38.0 | 0福永洋一 | 53        | ネーハイジェット       |
| 0000.12.16 | 阪神   | さざんか賞     | 4下 | 芝1300m（良） | 14    | 8     | 13    | 035.6（10人）   | 03着 | 01:17.2 | 0作田誠二 | 53        | イナドコトブキ         |
| 1979.01.07 | 京都   | 呉竹賞         | 4下 | 芝1400m（良） | 11    | 7     | 9     | 004.30（2人）   | 01着 | 01:23.6 | 0福永洋一 | 54        | （ニチドウアラシ）     |
| 0000.01.28 | 京都   | ジュニアC      | 8下 | 芝1600m（良） | 8     | 7     | 7     | 004.50（3人）   | 01着 | 01:36.8 | 0松本善登 | 54        | （テルテンリュウ）     |
| 0000.02.17 | 京都   | 4歳S           |     | 芝1600m（良） | 11    | 8     | 10    | 003.40（1人）   | 01着 | 01:36.5 | 0松本善登 | 55        | （レッドルーラー）     |
| 0000.03.25 | 中山   | スプリングS    |     | 芝1800m（稍） | 10    | 3     | 3     | 003.70（1人）   | 02着 | 01:50.0 | 0松本善登 | 56        | リキアイオー           |
| 0000.04.15 | 中山   | 皐月賞         |     | 芝2000m（良） | 15    | 3     | 5     | 012.90（5人）   | 02着 | 02:02.4 | 0松本善登 | 57        | ビンゴガルー           |
| 0000.05.06 | 東京   | NHK杯          |     | 芝2000m（良） | 14    | 3     | 3     | 007.80（2人）   | 03着 | 02:01.2 | 0松本善登 | 56        | テルテンリュウ         |
| 0000.05.27 | 東京   | 東京優駿       |     | 芝2400m（良） | 27    | 3     | 7     | 005.70（1人）   | 01着 | 02:27.3 | 0松本善登 | 57        | （リンドプルバン）     |
| 0000.10.21 | 中京   | 京都新聞杯     |     | 芝2000m（良） | 13    | 8     | 13    | 010.90（4人）   | 10着 | 02:02.5 | 0松本善登 | 57        | ファインドラゴン       |
| 1980.09.07 | 阪神   | サファイヤS    |     | 芝1600m（重） | 8     | 8     | 8     | 021.30（6人）   | 02着 | 01:36.6 | 0河内洋   | 57        | ニチドウアラシ         |
| 0000.10.12 | 阪神   | 京都大賞典     |     | 芝2400m（重） | 8     | 2     | 2     | 003.40（1人）   | 03着 | 02:32.6 | 0河内洋   | 57        | シルクスキー           |
| 0000.11.02 | 東京   | 目黒記念（秋） |     | 芝2500m（良） | 11    | 5     | 5     | 003.30（1人）   | 01着 | 02:32.5 | 0河内洋   | 58        | （シルクスキー）       |
| 0000.11.23 | 東京   | 天皇賞（秋）   |     | 芝3200m（重） | 11    | 4     | 4     | 003.90（1人）   | 06着 | 03:30.1 | 0河内洋   | 58        | プリテイキャスト       |
| 0000.12.21 | 中山   | 有馬記念       |     | 芝2500m（良） | 12    | 4     | 4     | 006.70（3人）   | 02着 | 02:33.7 | 0河内洋   | 57        | ホウヨウボーイ         |
| 1981.03.08 | 阪神   | マイラーズC    |     | 芝1600m（稍） | 10    | 8     | 9     | 006.30（3人）   | 01着 | 01:37.5 | 0河内洋   | 58        | （ウエスタンジョージ） |
| 0000.04.04 | 阪神   | サンケイ大阪杯 |     | 芝2000m（不） | 8     | 8     | 8     | 003.90（1人）   | 06着 | 02:08.0 | 0河内洋   | 59        | サンシードール         |
| 0000.04.29 | 京都   | 天皇賞（春）   |     | 芝3200m（良） | 14    | 4     | 6     | 006.40（2人）   | 01着 | 03:20.6 | 0河内洋   | 58        | （カツアール）         |
| 0000.06.07 | 阪神   | 宝塚記念       |     | 芝2200m（良） | 13    | 5     | 6     | 003.10（1人）   | 02着 | 02:14.3 | 0河内洋   | 57        | カツアール             |

- 競走名の太字強調は八大競走を示す。

## 種牡馬成績

### 主な産駒
- ユウミロク（カブトヤマ記念、優駿牝馬2着）[16]
- マルトラック（ウインターステークス2着）[17]
- サンアカネ（北九州記念3着）[18]
- テツノセンゴクオー（東京記念・金盃（大井））[19]
- カネユタカオー（栃木三冠）[20]
- ハルナオーギ（関東オークス）[21]
- ニホンベレーザ（ダイオライト記念）[22]
- デンタルスター（しらさぎ賞）[23]
- オルテプリンセス（北日本オークス）[24]

## 血統表
| カツラノハイセイコの血統      | カツラノハイセイコの血統                     | カツラノハイセイコの血統   | （血統表の出典）           | （血統表の出典） |
| 父系                          | ロックフェラ系                               | ロックフェラ系             | ロックフェラ系             | [ § 2 ]          |
| 父 ハイセイコー 1970 鹿毛     | 父の父*チャイナロック China Rock 1953 栃栗毛 | Rockefella                 | Hyperion                   | Hyperion         |
| 父 ハイセイコー 1970 鹿毛     | 父の父*チャイナロック China Rock 1953 栃栗毛 | Rockefella                 | Rockfel                    |                  |
| 父 ハイセイコー 1970 鹿毛     | 父の父*チャイナロック China Rock 1953 栃栗毛 | May Wong                   | Rustom Pasha               | Rustom Pasha     |
| 父 ハイセイコー 1970 鹿毛     | 父の父*チャイナロック China Rock 1953 栃栗毛 | May Wong                   | Wezzan                     |                  |
| 父 ハイセイコー 1970 鹿毛     | 父の母ハイユウ 1961 黒鹿毛                   | *カリム Karim              | Nearco                     | Nearco           |
| 父 ハイセイコー 1970 鹿毛     | 父の母ハイユウ 1961 黒鹿毛                   | *カリム Karim              | Skylarking                 |                  |
| 父 ハイセイコー 1970 鹿毛     | 父の母ハイユウ 1961 黒鹿毛                   | *ダルモーガン Dalmogan     | Beau Son                   | Beau Son         |
| 父 ハイセイコー 1970 鹿毛     | 父の母ハイユウ 1961 黒鹿毛                   | *ダルモーガン Dalmogan     | Reticent                   |                  |
| 母 コウイチスタア 1968 黒鹿毛 | 母の父*ジャヴリン Javelin 1957 黒鹿毛        | Tulyar                     | Tehran                     | Tehran           |
| 母 コウイチスタア 1968 黒鹿毛 | 母の父*ジャヴリン Javelin 1957 黒鹿毛        | Tulyar                     | Neocracy                   |                  |
| 母 コウイチスタア 1968 黒鹿毛 | 母の父*ジャヴリン Javelin 1957 黒鹿毛        | Sun Chariot                | Hyperion                   | Hyperion         |
| 母 コウイチスタア 1968 黒鹿毛 | 母の父*ジャヴリン Javelin 1957 黒鹿毛        | Sun Chariot                | Clarence                   |                  |
| 母 コウイチスタア 1968 黒鹿毛 | 母の母ミタケ 1960 鹿毛                       | タカクラヤマ               | *セフト                    | *セフト          |
| 母 コウイチスタア 1968 黒鹿毛 | 母の母ミタケ 1960 鹿毛                       | タカクラヤマ               | 峰城                       |                  |
| 母 コウイチスタア 1968 黒鹿毛 | 母の母ミタケ 1960 鹿毛                       | 第三スターリングモアノ一   | トビサクラ                 | トビサクラ       |
| 母 コウイチスタア 1968 黒鹿毛 | 母の母ミタケ 1960 鹿毛                       | 第三スターリングモアノ一   | 第三スターリングモア       |                  |
| 母系(F-No.)                   | フロリースカップ系(FN:3-l)                   | フロリースカップ系(FN:3-l) | フロリースカップ系(FN:3-l) | [ § 3 ]          |
| 5代内の近親交配               | Hyperion 4×4、Nearco 4×5                     | Hyperion 4×4、Nearco 4×5   | Hyperion 4×4、Nearco 4×5   | [ § 4 ]          |
| 出典                          | 1. 2. 3. 4.                                  | 1. 2. 3. 4.                | 1. 2. 3. 4.                | 1. 2. 3. 4.      |